# Herb Brooks Arena
Die Herb Brooks Arena ist eine Eissporthalle in der US-amerikanischen Stadt Lake Placid im Bundesstaat New York. Sie bietet 7.700 Sitzplätze. Sie ist mit der Jack Shea Arena verbunden.

## Geschichte

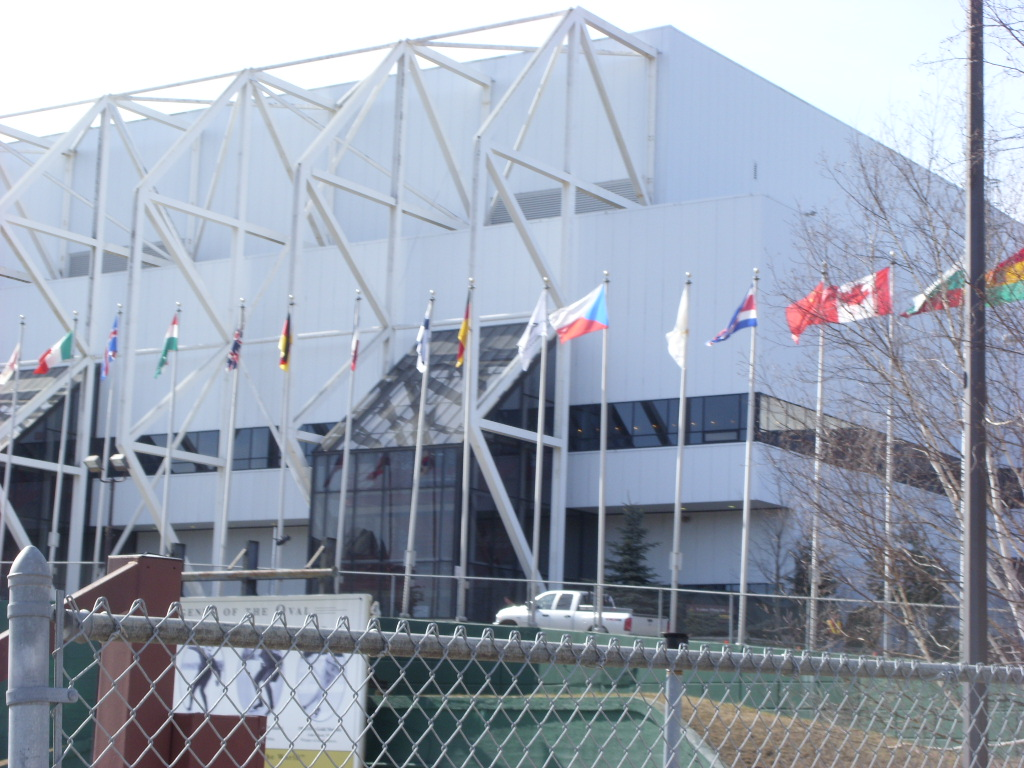
Außenansicht der Herb Brooks Arena

Anlässlich der Olympischen Winterspiele 1980 begannen im Frühjahr 1975 die Bauarbeiten für die Halle, welche am 20. September 1979 eröffnet wurde. Während der Olympischen Spiele fanden in der Halle Spiele des Eishockeyturniers und die Wettbewerbe im Eiskunstlauf statt. Auch die Abschlussfeier wurde hier abgehalten.
Das wohl bekannteste in der Herb Brooks Arena ausgetragene Eishockeyspiel ist das sogenannte „Miracle on Ice“, ein Spiel während der Olympischen Winterspiele 1980, als die von Amateurspielern vertretene US-amerikanische Eishockeynationalmannschaft, die zu dieser Zeit als unschlagbar geltende sowjetische Nationalmannschaft mit 4:3 besiegte und damit den Grundstein für den späteren Gewinn der Goldmedaille in diesem Turnier legte. Zu dem 25-jährigen Jubiläum dieses Ereignisses, wurde die vormals Olympic Center genannte Eissporthalle in Herb Brooks Arena umbenannt. Herb Brooks war beim Olympiasieg 1980 der Nationaltrainer des US-Teams.
Neben den Veranstaltungen der Olympischen Spiele 1932 und 1980 fanden in der Eissporthalle auch zahlreiche Spiele der NCAA statt. 1970, 1984 und 1988 wurden hier die Finalspiele um die Meisterschaft ausgetragen. 2007 fand das Frauenfinale der NCAA in der Arena statt. Außerdem wird hier das ECAC Championship Game der Männer von 1993 bis 2002 und seit 2014 ausgetragen. Bis 2019 soll das Spiel in Lake Placid bleiben.